# St. Vinzentius (Lenne)

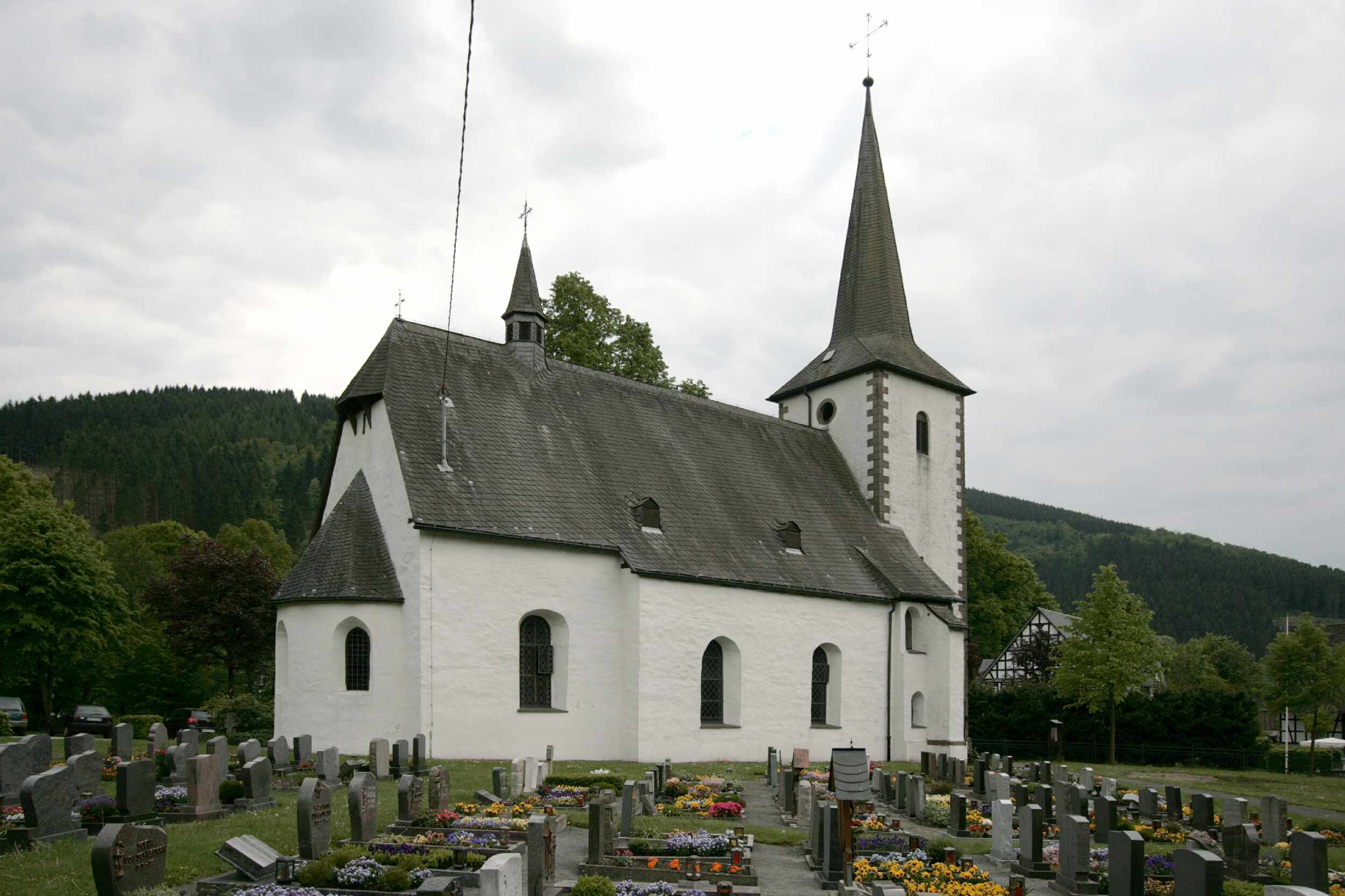
St. Vincentius in Lenne

Die katholische Pfarrkirche St. Vinzentius ist ein denkmalgeschütztes Kirchengebäude in Lenne, einem Ortsteil der Stadt Schmallenberg im Hochsauerlandkreis (Nordrhein-Westfalen).

## Geschichte und Architektur

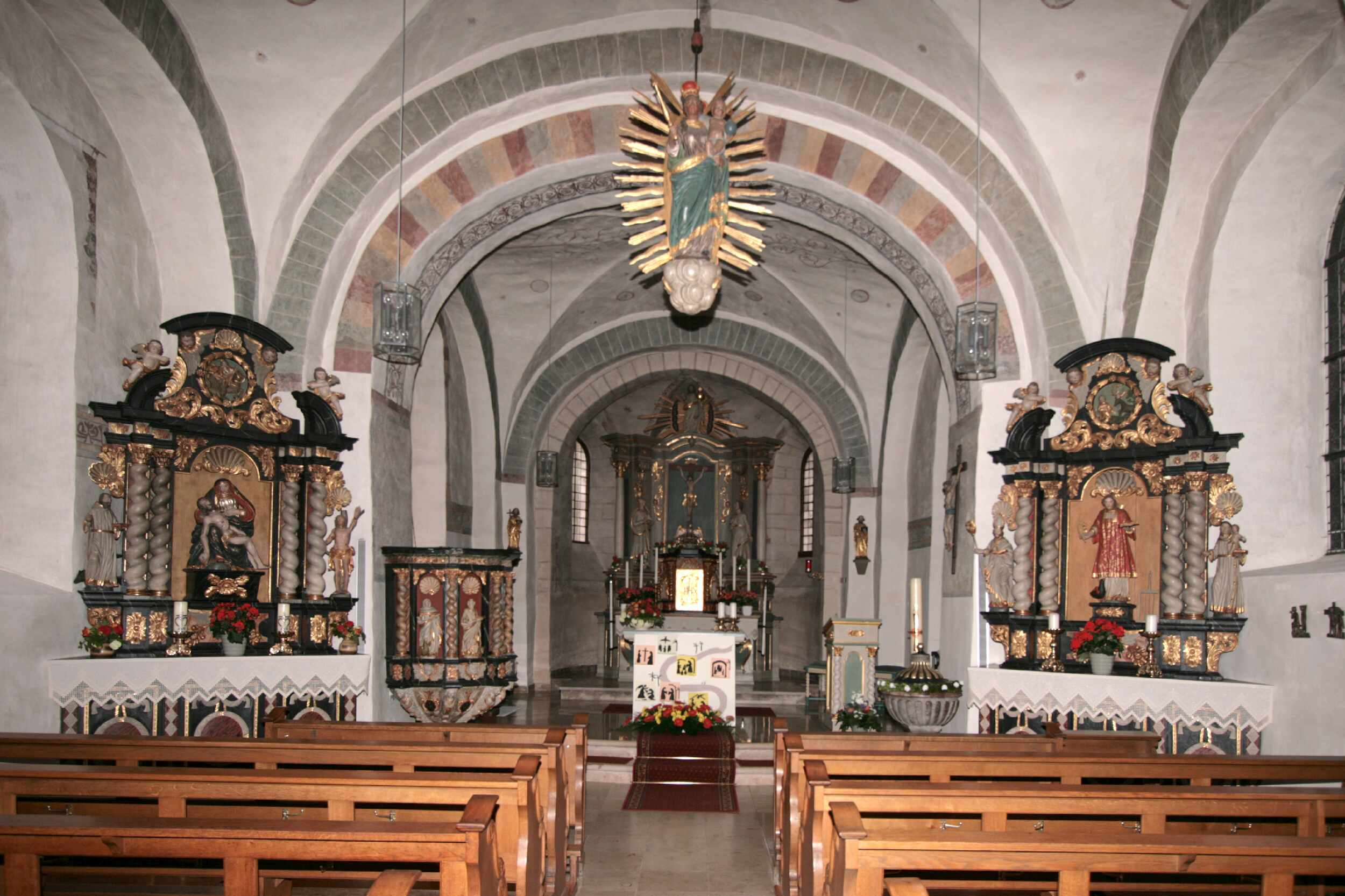
Innenansicht

Die Kirchengemeinde Lenne gehört zu den ältesten Pfarreien im kurkölnischen Sauerland. Im Jahr 1221 wird eine Kapelle in Lenne „capella in Lene“ erstmals urkundlich erwähnt.
Das spätromanische Bauwerk bestand anfänglich nur aus zwei gewölbten Jochen des Schiffes und dem Chorrechteck. Die Kreuzgratgewölbe und runden Bögen entstanden vermutlich um 1200 beziehungsweise zu Beginn des 13. Jahrhunderts. Anfang des 14. Jahrhunderts wurde der ursprüngliche Rechteckchor um die Apsis erweitert. Als westlicher Anbau an das Kirchenschiff wurde im Jahr 1756 der Westturm und das Emporenjoch angefügt. Der Hochaltar stammt aus dem Jahr 1815 und wurde 1887 verändert. Die Kirchengemeinde Lenne musste im Jahr 1918 eine Glocke aus Milchenbach und eine Glocke der Pfarrkirche St. Vinzentius zum Einschmelzen für Kriegsmaterial abgeben.
Der heutige Kirchturm hat vier Glocken. Die Vinzenz- und die Marienglocke stammen aus dem Jahr 1486. Die beiden neuen Glocken wurden am 21. August 1955 geweiht. Das Kirchengebäude wurde im 20. Jahrhundert mehrfach restauriert. Die letzte Renovierung des Kirchturms erfolgte im Jahr 1985. Ein Jahr später erweiterte man den Chorraum. 1991 wurde der Kirchplatz neu gestaltet.

## Ausstattung
Die Kirche hat ihre aktuelle Ausstattung vermutlich bei der barocken Ausmalung im späten 17. Jahrhundert erhalten. Bei Renovierungsarbeiten in den Jahren 1961 bis 1963 wurden Teile älterer Malereien wieder sichtbar gemacht und die Sakristei ausgebaut. Zudem erhielt die Kirche eine neue Orgel. Die Gewölbe sind mit symbolischen Lebensbäumen mit einzelnen Sternen verziert. Die Kanzel und die beiden Seitenaltäre zeigen eindeutig die Handschrift des Bildschnitzers Johann Sasse aus Attendorn.

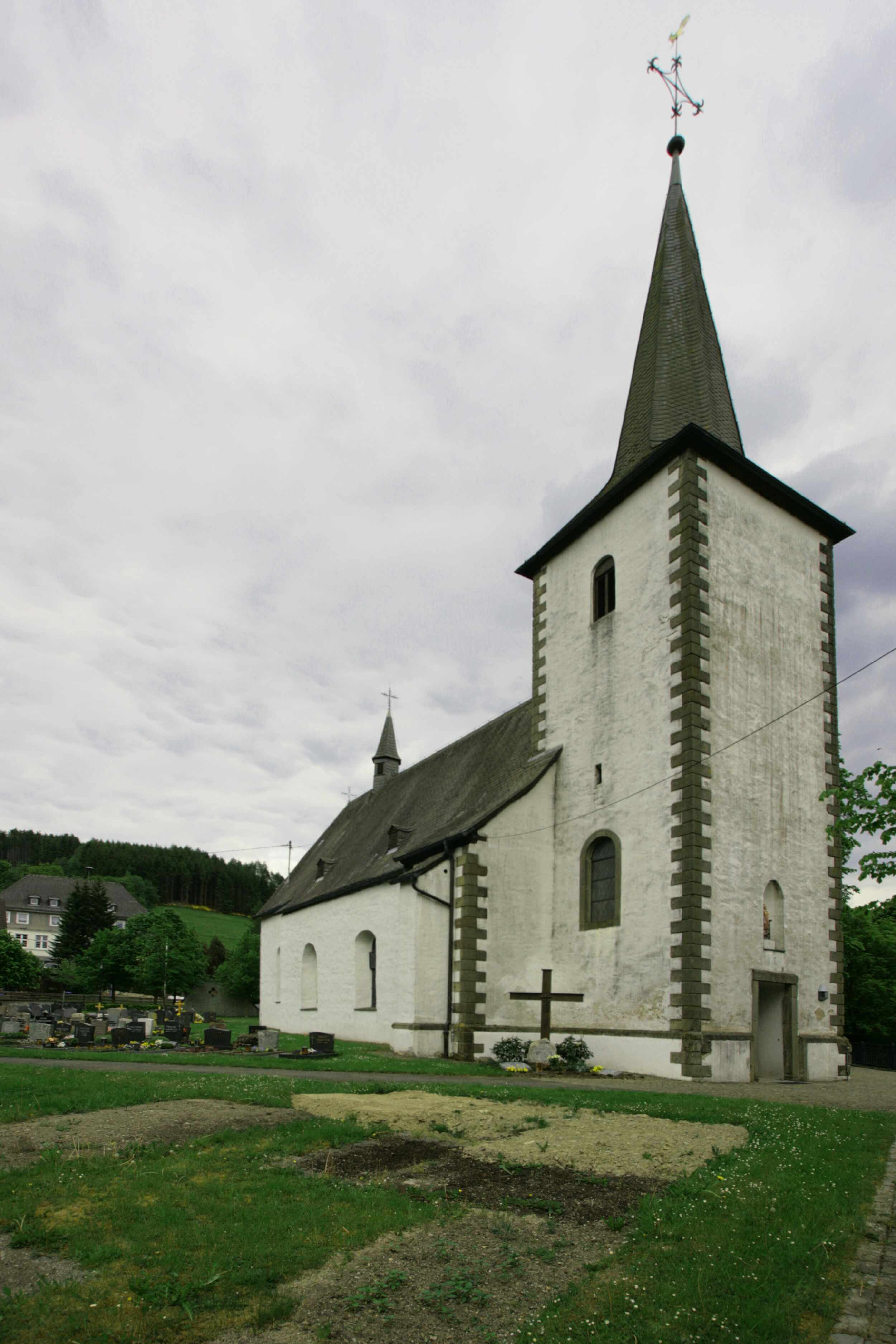
Ansicht von Nordwest
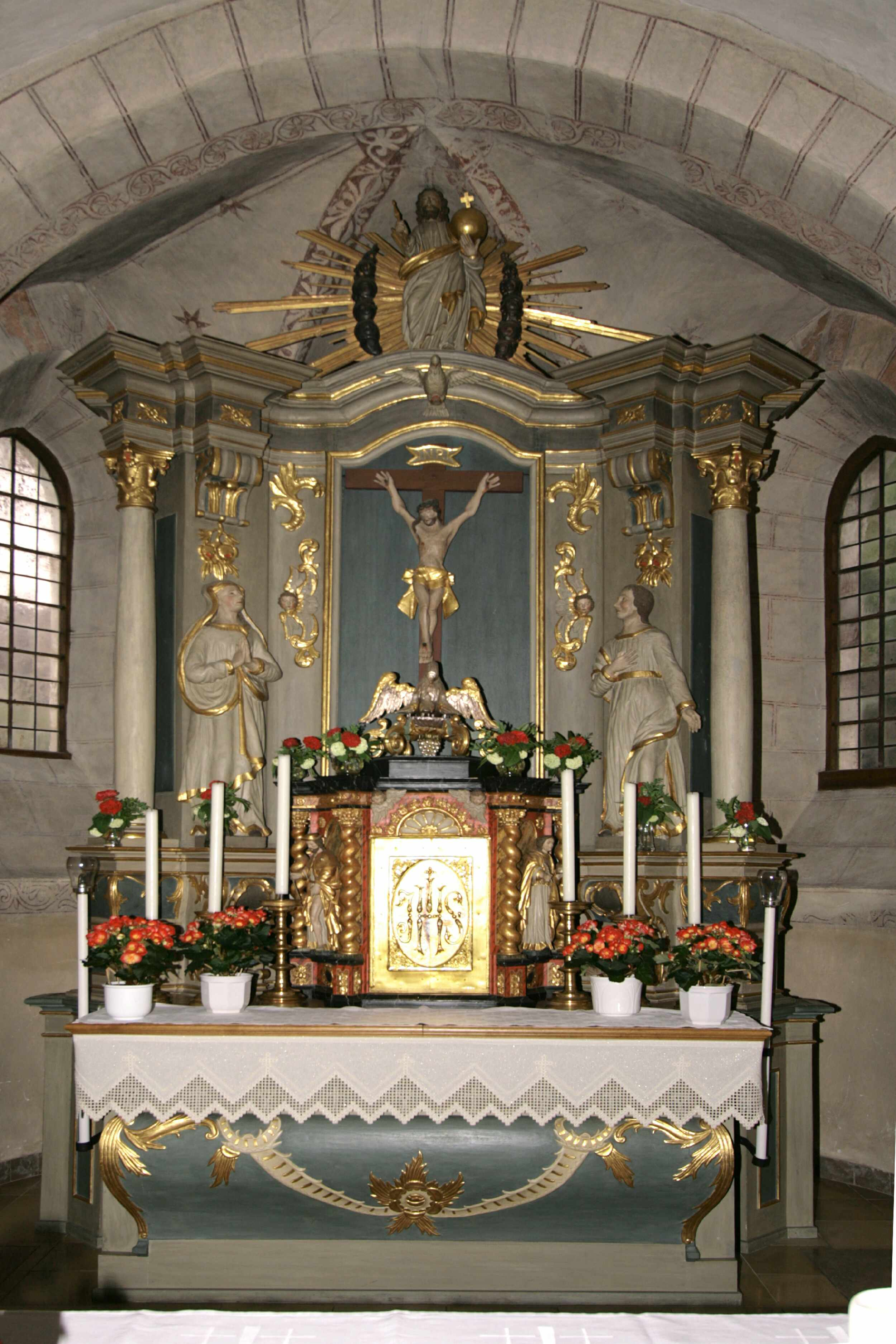
Altar
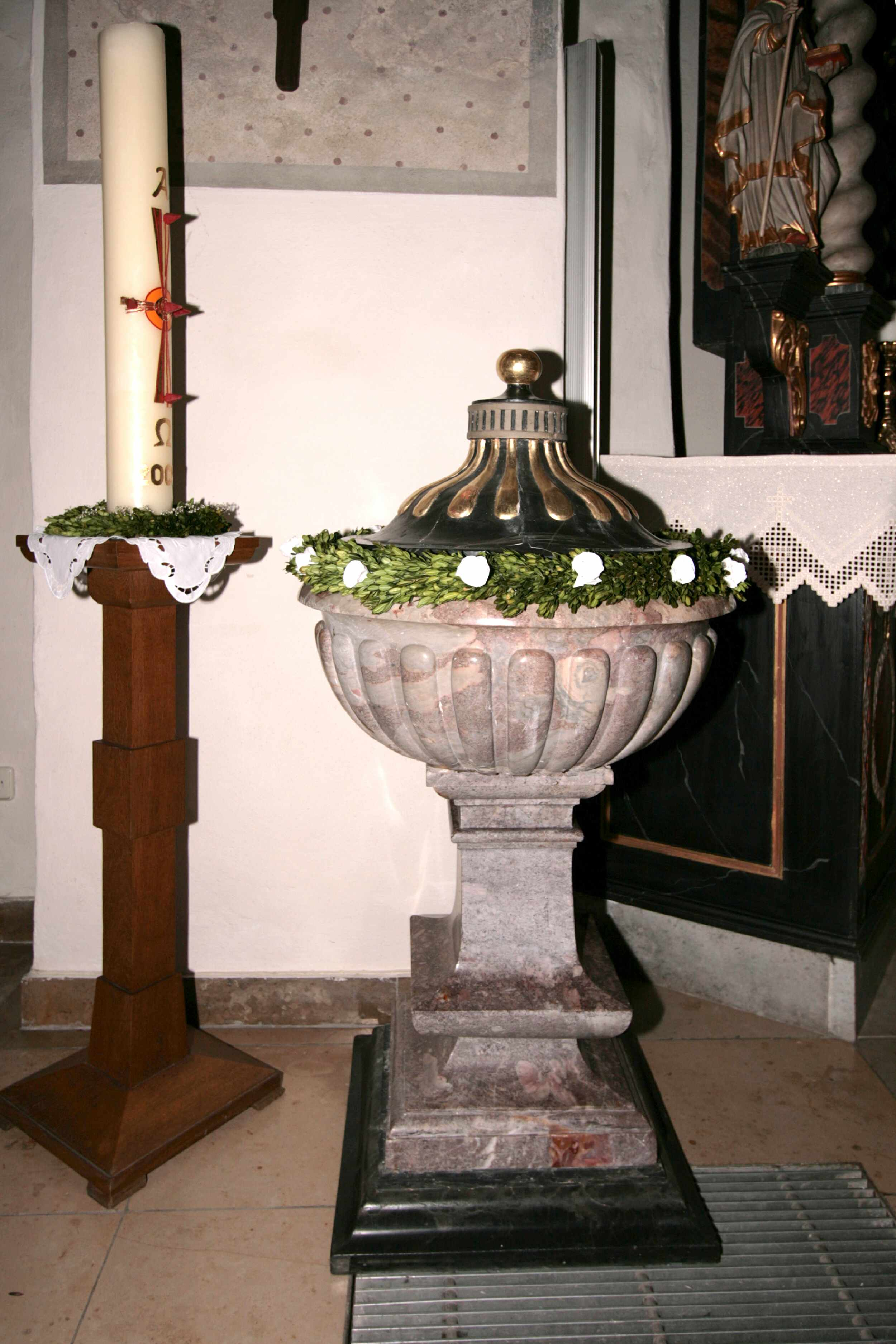
Taufbecken aus dem Jahr 1802
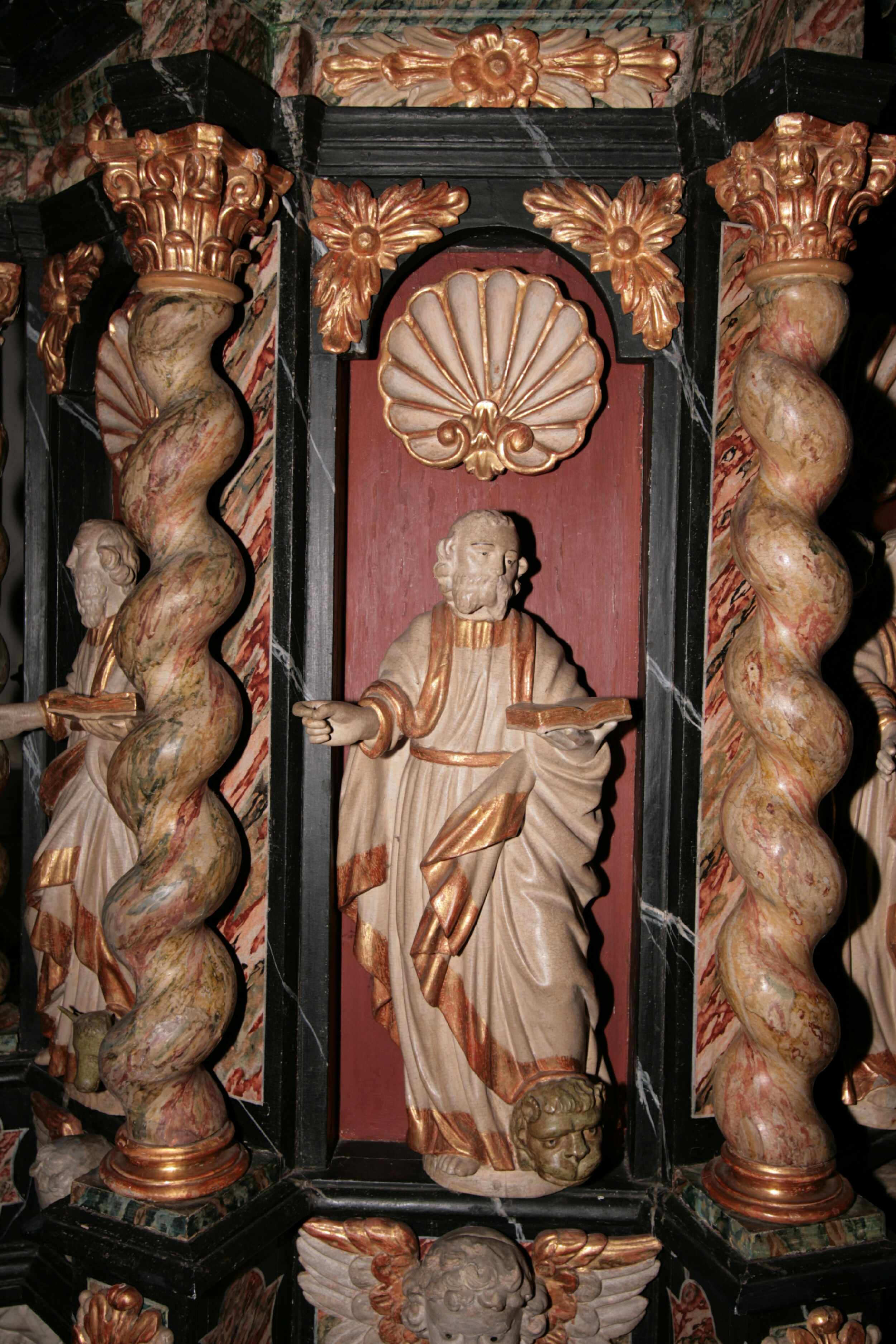
Kanzelfigur Evangelist Markus vermutlich von Sasse